# Żaba włoska
Żaba włoska (Rana latastei) – gatunek płaza bezogonowego z rodziny żabowatych (Ranidae). Występuje w północnych Włoszech i na przyległych obszarach Słowenii, Chorwacji i Szwajcarii.

## Opis gatunku
Barwa ciała brązowa z ciemnobrązowymi lub czarnymi plamami o białym konturze. Tylne łapy paskowane. Oczy złote z poziomymi źrenicami. Podczas okresu godowego wewnętrzna strona ud samców staje się pomarańczowa. 
Średnie wymiary
Długość ciała – do 7,5 cm.

## Biotop
Żaba włoska żyje na nisko położonych, wilgotnych, zalesionych terenach. Osobniki tego gatunku można czasem też spotkać na łąkach.

## Tryb życia
Żaba preferuje lądowy tryb życia, do wody zbliża się tylko podczas rozrodu. Aktywna rano i wieczorem (podczas rozrodu przez całą dobę).

## Pożywienie
Żywi się różnego rodzaju bezkręgowcami.

## Rozmnażanie
Żaba rozmnaża się od lutego do kwietnia. Samice składają na płyciźnie ok. 90–900 (zwykle 300–400) jajeczek. Kijanki wylęgają się po 12–30 dniach, przeobrażenie w dorosłe żaby trwa 3–3,5 miesiąca.

## Zagrożenie
Jeden z najbardziej zagrożonych wyginięciem gatunków płazów w Europie.